# 银定图镇
银定图镇，是中华人民共和国内蒙古自治区巴彦淖尔市五原县下辖的一个乡镇级行政单位。

## 行政区划
银定图镇下辖以下地区：
丰乐村、前进村、建设村、协成桥村、宏胜村、胜利村和新旺村。